# Kumbergöd
Kumbergöd ist ein Gemeindeteil der Stadt Tittmoning im oberbayerischen Landkreis Traunstein.
Die Einöde liegt auf einer kleinen Anhöhe neben der Kreisstraße TS 28 auf der Gemarkung Törring.
Bereits in den Karten aus dem 19. Jahrhundert ist an der Stelle von Kumbergöd ein Gebäude eingezeichnet. Der Gemeindeteilname wurde vom Landratsamt Traunstein am 13. September 2010 durch Bescheid erteilt.